# Oripoda luminosa
Oripoda luminosa är en kvalsterart som först beskrevs av Hammer 1979.  Oripoda luminosa ingår i släktet Oripoda och familjen Oripodidae. Inga underarter finns listade i Catalogue of Life.